# علیرضا جهانبخش
علیرضا جهانبخش جیرنده (تلفظ‌شده به صورت [æliːɾezɑː dʒæhɑːnˈbæxʃ]؛ زادهٔ ۲۰ مرداد ۱۳۷۲) بازیکن فوتبال اهل ایران است که در پست هافبک هجومی و وینگر راست بازی می‌ کند‌.

جهانبخش در پایان فصل ۲۰۲۱–۲۰۲۰ از تیم فوتبال برایتون اند هوو آلبیون لیگ برتر فوتبال انگلستان جدا شد و به لیگ هلند بازگشت. جهانبخش در باشگاه و تیم ملی فوتبال ایران در پست وینگر راست و هافبک هجومی بازی می‌کند، البته او در چند بازی نیز به عنوان مهاجم نوک بوده است.

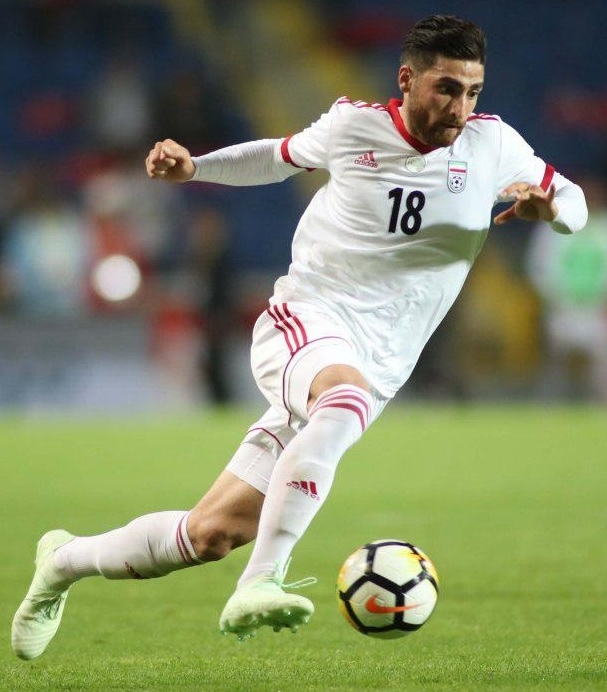
علیرضا جهانبخش

جهانبخش در فصل ۲۰۱۳–۲۰۱۴ به عنوان دومین استعداد برتر لیگ برتر فوتبال هلند برگزیده شد. در سال ۲۰۱۵، او به عنوان برترین بازیکن دستهٔ اول لیگ هلند در فصل ۲۰۱۴–۲۰۱۵ برگزیده شد. همچنین او در فصل ۲۰۱۸–۲۰۱۷ با ۲۱ گل زده آقای گل لیگ هلند شد و به عنوان نخستین بازیکن ایرانی لقب گرفت که در یکی از لیگ‌های اروپایی موفق شده عنوان آقای گلی را به‌دست آورد.

## عملکرد باشگاهی

### داماش
در سن ۱۸ سالگی در سال ۱۳۹۰ اولین بازی خود را برای داماش گیلان در لیگ برتر فوتبال ایران مقابل مس کرمان به عنوان یکی از جوان‌ترین بازیکنان داماش تا کنون انجام داد. او با پیراهن داماش در ۴۲ بازی در لیگ ۱۰ گل به ثمر رساند.

### ان.ئی. سی

#### فصل ۱۴–۲۰۱۳
در ۵ خرداد سال ۱۳۹۲، جهانبخش برای پوشیدن لباس ان.ئی. سی در لیگ فوتبال هلند با این باشگاه مذاکره کرد و بعد از تست پزشکی و اخذ ویزا و مجوز کار در ۱۱ خرداد سال ۱۳۹۲ با قراردادی سه ساله به‌طور رسمی به این باشگاه پیوست و اولین بازی خود را در برابر تیم ار.کی. سی والویک انجام داد. او همچنین اولین گل خود را در پیروزی ۸–۰ تیمش مقابل تیم هارکماس بویز در رقابت‌های جام حذفی فوتبال هلند به ثمر رساند. در ۱ دسامبر ۲۰۱۳ (۱۰ آذر ۱۳۹۲) جهانبخش برای تیمش دو گل به ثمر رساند و به پیروزی ۳ بر ۲ تیمش مقابل آزد آلکمار در رقابت‌های لیگ کمک کرد.

#### فصل ۱۵–۲۰۱۴
در بازی افتتاحیه لیگ فوتبال هلند جهانبخش یک گل در پیروزی ۳–۱ تیمش در برابر اف.سی. آیندهوون (آیندهوفن) به ثمر رساند. همچنین در ۲۹ اوت او دو گل به ثمر رساند و دو پاس گل در پیروزی ۴–۱ تیمش مقابل تیم هلموند اسپورت ارائه داد. او در این فصل آمار ۱۲ گل و ۱۸ پاس گل از خود بجا گذاشت. در این فصل جهانبخش به عنوان برترین بازیکن دسته اول لیگ هلند برگزیده و برندهٔ گاو طلایی شد. او دومین خارجی بود که پس از کیسوکه هوندای ژاپنی، این افتخار را کسب می‌کرد.

### آلکمار

#### فصل ۱۶–۲۰۱۵
او در تاریخ ۳ اوت ۲۰۱۵ با قراردادی پنج ساله به ای‌زد آلکمار پیوست. او در هفته‌های بیست و یکم و بیست و دوم در تیم منتخب لیگ هلند قرار گرفت.
همچنین در هفته بیست و سوم در مقابل هراکلس با یک گل و یک پاس گل به عنوان بهترین بازیکن زمین انتخاب شد. وی در فصل ۲۰۱۷_۲۰۱۸ در لیگ هلند یک بار توانست جایزهٔ بهترین بازیکن ماه هلند را دریافت کند.
علیرضا جهانبخش از باشگاه‌های ناپولی ایتالیا و لاتزیو نیز پیشنهادهایی داشته‌است.

#### فصل ۱۸–۲۰۱۷
جهانبخش در این فصل توانست با ۲۱ گل زده آقای گلی لیگ اردیویسه هلند را به دست آورد و تبدیل به نخستین بازیکن تاریخ فوتبال ایران شد که توانست آقای گل یک لیگ معتبر اروپایی شود

### برایتون

#### فصل ۱۹–۲۰۱۸
در فصل ۲۰۱۸ ۲۰۱۹ جهانبخش با قراردادی به مبلغ ۱۷ میلیون پوند (۱۹ میلیون یورو) به باشگاه برایتون در لیگ برتر انگلستان منتقل شد. این انتقال رکورد گرانترین بازیکن تاریخ برایتون و رکورد گرانترین فوتبالیست ایرانی را شکست.
پس از پایان جام جهانی ۲۰۱۸ روسیه، خبر هایی درباره ی پیشنهاد تیم فوتبال ناپولی به علیرضا جهانبخش به گوش می رسید اما او سرانجام با قراردادی ۵ ساله به مبلغ ۱۷ میلیون پوند (۱۹ میلیون یورو) به باشگاه برایتون در لیگ برتر انگلستان رفت.

#### فصل ۲۰–۲۰۱۹
در تاریخ ۷ دی ماه ۱۳۹۸، علیرضا جهانبخش سریعترین گل تاریخ باشگاه برایتون را در دقیقه ۲ و ۲۹ ثانیه برابر تیم بورنموث به ثمر رساند. او با درخشش در این بازی توانست عنوان بهترین بازیکن ماه باشگاه برایتون از نظر هواداران را دریافت کند.
علی‌رضا جهانبخش، بازیکن ایران تیم برایتون، دومین‌گل‌اش در لیگ‌برتر انگلیس را با یک قیچی برگردان تاریخی که برخی رسانه‌ها به آن لقبِ گل دهه را داده‌اند مقابل باشگاه چلسی به‌ثمر رساند. وی در آن بازی به عنوان بهترین بازیکن زمین انتخاب شد.
علیرضا جهانبخش که در ۲۶ مسابقه برای برایتون گل نزده بود حالا در دو بازی متوالی برای تیمش گل زده‌است.

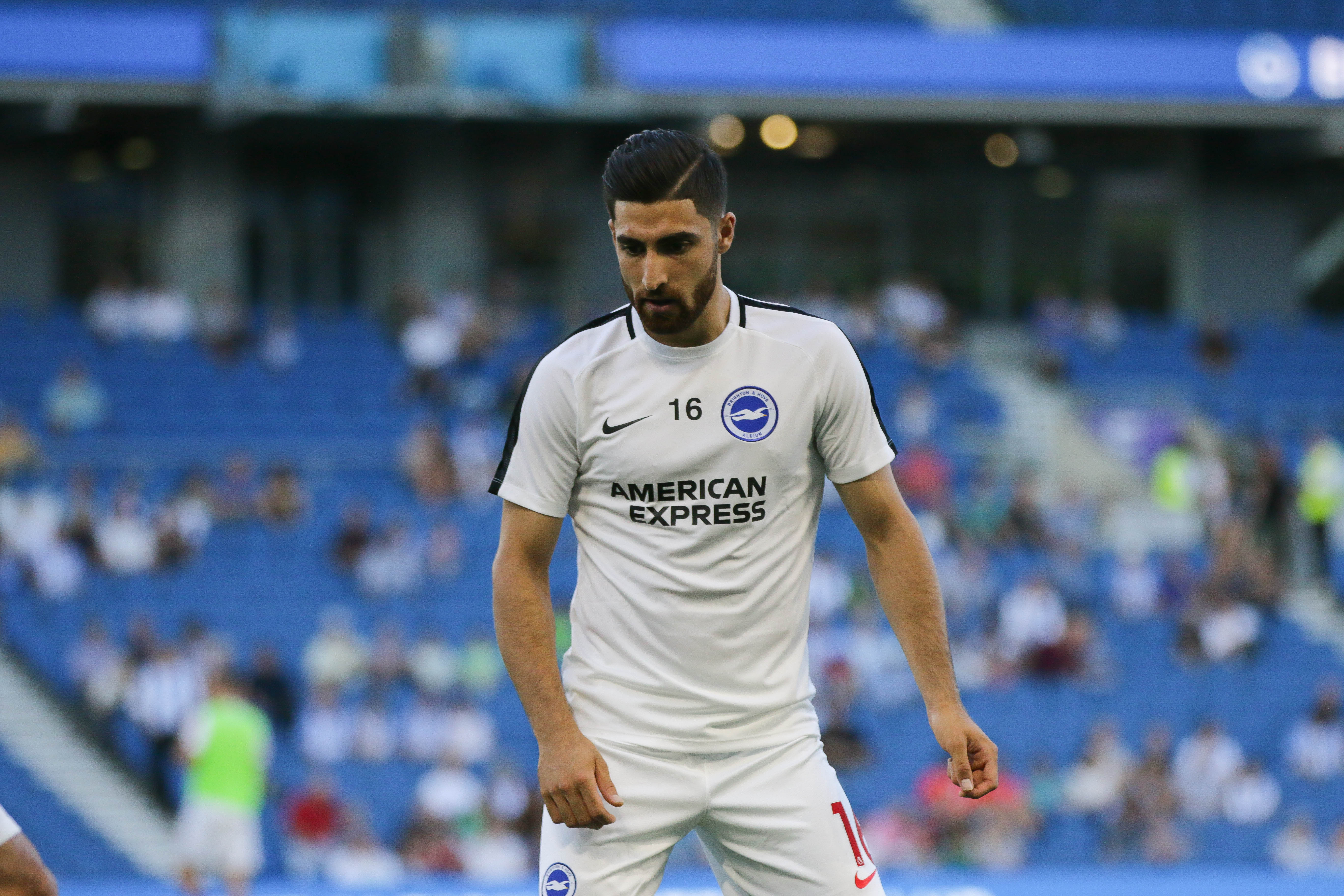
جهانبخش در بازی پیش فصل به‌همراه تیم برایتون در اوت ۲۰۱۸

## عملکرد ملی

### تیم زیر ۲۰ سال
او بخشی از بازی‌های خودش را در این تیم در مسابقات فوتبال زیر ۱۹ سال آسیا ۲۰۱۰ در چین انجام داد.

### تیم امید
در مارس ۲۰۱۵، جهانبخش برای مقدماتی بازی‌های المپیک به تیم امید فراخوانده و کاپیتان تیم شد. با حضور جهانبخش، تیم امید توانست به مسابقات فوتبال زیر ۲۳ سال آسیا ۲۰۱۶ در قطر راه یابد.

### تیم بزرگسالان

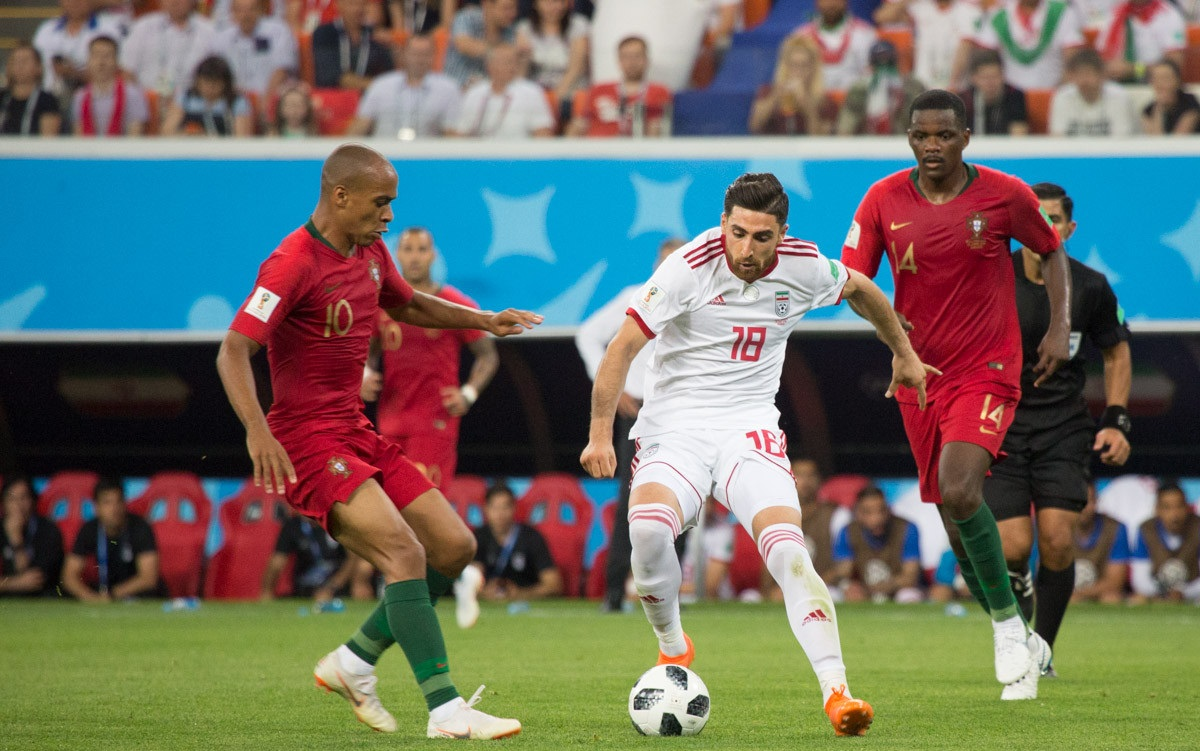
جهانبخش در دیدار ایران و پرتغال در جام جهانی فوتبال ۲۰۱۸

علیرضا جهانبخش نخستین بازی ملی خود را در سه شنبه ۲۴ آبان ۱۳۹۲ مقابل تایلند در مقدماتی جام ملت‌های آسیا ۲۰۱۵ انجام داد و اولین گل ملی خود را در همین بازی و پیروزی ۳–۰ برابر تایلند در ۲۴ آبان ۱۳۹۲ به ثمر رساند. جهانبخش توسط کارلوس کی روش به مسابقات جام جهانی ۲۰۱۴ دعوت شد.
همچنین علیرضا جهانبخش در مقدماتی جام جهانی ۲۰۱۸ پس از رضا قوچان نژاد موفق به گلزنی در برابر تیم ملی قطر شد.
- جهانبخش پس از جدایی از بند مصدومیت و حضور در جام ملت‌های آسیا ۲۰۱۹ در دیدار مقابل عمان که با برد ۲–۰ ایران و صعود به مرحله یک چهارم همراه بود، اولین گل ایران را با هوشمندی به ثمر رساند.

این دومین بازی جهانبخش از آغاز جام بود که به صعود و مقابله با تیم چین مارچلو لیپی در تاریخ ۴ بهمن ۱۳۹۷ منجر شد.

## خارج از فوتبال

### فضای مجازی
در ژانویه ۲۰۲۰، جهانبخش گفت که عکسی از قاسم سلیمانی، سردار ایرانی که در حمله هوایی فرودگاه بین‌المللی بغداد در سال ۲۰۲۰ توسط آمریکا ترور شد، در اینستاگرام منتشر کرده و این پست حذف شده است.

### حمایت مالی
علیرضا جهانبخش از سوی شرکت تولیدی ورزشی آدیداس حمایت می‌شود.

## سبک بازی
جهانبخش با مهدی مهدوی‌کیا مقایسه شده است. جهانبخش در هلند خود را به‌عنوان یک بازیکن خطرناک و سرعتی تثبیت کرد. وی در چندین مصاحبه فاش کرد که رویای همیشگی‌اش بازی در بوندس‌لیگا است، اگرچه تیم‌های ایتالیایی و انگلیسی علاقه زیادی به او دارند و اعلام کرد که در کودکی با تماشای بازی الگوهایش، علی دایی، علی کریمی و وحید هاشمیان برای بایرن مونیخ و مهدی مهدوی‌کیا برای هامبورگ بزرگ شده است.

## آمار باشگاهی
تا تاریخ ۳۰ فروردین ۱۴۰۴

| باشگاه            | فصل               | لیگ               | لیگ  | لیگ | جام  | جام | لیگ جام | لیگ جام | قاره | قاره | دیگر | دیگر | مجموع | مجموع |
| باشگاه            | فصل               | بخش               | بازی | گل  | بازی | گل  | بازی    | گل      | بازی | گل   | بازی | گل   | بازی  | گل    |
| ----------------- | ----------------- | ----------------- | ---- | --- | ---- | --- | ------- | ------- | ---- | ---- | ---- | ---- | ----- | ----- |
| داماش تهران       | ۹۰–۱۳۸۹           | لیگ دسته دوم      | ۱۲   | ۰   | ۰    | –   | –       | –       | –    | –    | –    | –    | ۱۲    | ۰     |
| مجموع داماش تهران | مجموع داماش تهران | مجموع داماش تهران | ۱۲   | ۰   | ۰    | ۰   | –       | –       | –    | –    | –    | –    | ۱۲    | ۰     |
| داماش گیلان       | ۹۱–۱۳۹۰           | لیگ برتر          | ۱۶   | ۲   | ۲    | ۰   | –       | –       | –    | –    | –    | –    | ۱۸    | ۲     |
| داماش گیلان       | ۹۲–۱۳۹۱           | لیگ برتر          | ۲۸   | ۸   | ۴    | ۱   | –       | –       | –    | –    | –    | –    | ۳۲    | ۹     |
| مجموع داماش گیلان | مجموع داماش گیلان | مجموع داماش گیلان | ۴۴   | ۱۰  | ۶    | ۱   | –       | –       | –    | –    | –    | –    | ۵۰    | ۱۱    |
| ان‌ئی‌سی            | ۲۰۱۳–۲۰۱۴         | لیگ هلند          | ۲۷   | ۵   | ۴    | ۱   | –       | –       | –    | –    | ۲    | ۰    | ۳۳    | ۶     |
| ان‌ئی‌سی            | ۲۰۱۴–۲۰۱۵         | لیگ دسته دوم هلند | ۲۸   | ۱۲  | ۳    | ۱   | –       | –       | –    | –    | –    | –    | ۳۱    | ۱۳    |
| مجموع ان.ئی.سی    | مجموع ان.ئی.سی    | مجموع ان.ئی.سی    | ۵۵   | ۱۷  | ۷    | ۲   | –       | –       | –    | –    | ۲    | ۰    | ۶۴    | ۱۹    |
| آلکمار            | ۲۰۱۶–۲۰۱۵         | لیگ هلند          | ۲۳   | ۳   | ۰    | ۰   | –       | –       | ۳    | ۰    | –    | –    | ۲۹    | ۳     |
| آلکمار            | ۲۰۱۷–۲۰۱۶         | لیگ هلند          | ۲۹   | ۱۰  | ۴    | ۰   | –       | –       | ۹    | ۱    | ۱    | ۱    | ۴۳    | ۱۲    |
| آلکمار            | ۲۰۱۸–۲۰۱۷         | لیگ هلند          | ۳۳   | ۲۱  | ۶    | ۱   | –       | –       | –    | –    | –    | –    | ۳۹    | ۲۲    |
| مجموع آلکمار      | مجموع آلکمار      | مجموع آلکمار      | ۸۵   | ۳۴  | ۱۳   | ۱   | –       | –       | ۱۲   | ۱    | ۱    | ۱    | ۱۱۱   | ۳۷    |
| برایتون           | ۲۰۱۹–۲۰۱۸         | لیگ جزیره         | ۱۹   | ۰   | ۴    | ۰   | ۱       | ۰       | –    | –    | –    | –    | ۲۴    | ۰     |
| برایتون           | ۲۰۱۹–۲۰۲۰         | لیگ جزیره         | ۱۰   | ۲   | ۱    | ۰   | ۱       | ۰       | –    | –    | –    | –    | ۱۲    | ۲     |
| برایتون           | ۲۰۲۰–۲۰۲۱         | لیگ جزیره         | ۲۱   | ۰   | ۱    | ۰   | ۳       | ۲       | –    | –    | –    | –    | ۲۵    | ۲     |
| مجموع برایتون     | مجموع برایتون     | مجموع برایتون     | ۵۰   | ۲   | ۶    | ۰   | ۵       | ۲       | –    | –    | –    | –    | ۶۱    | ۴     |
| فاینورد           | ۲۰۲۱–۲۰۲۲         | لیگ هلند          | ۲۷   | ۴   | ۱    | ۰   | –       | –       | ۱۴   | ۴    | ۰    | ۰    | ۴۲    | ۸     |
| فاینورد           | ۲۰۲۲–۲۰۲۳         | لیگ هلند          | ۲۸   | ۵   | ۴    | ۰   | –       | –       | ۸    | ۳    | ۰    | ۰    | ۴۰    | ۸     |
| فاینورد           | ۲۰۲۳–۲۰۲۴         | لیگ هلند          | ۱۶   | ۰   | ۱    | ۰   | –       | –       | ۵    | ۱    | ۱    | ۰    | ۲۳    | ۱     |
| مجموع فاینورد     | مجموع فاینورد     | مجموع فاینورد     | ۷۱   | ۹   | ۶    | ۰   | –       | –       | ۲۷   | ۸    | ۱    | ۰    | ۱۰۵   | ۱۷    |
| هیرنفین           | ۲۰۲۴–۲۰۲۵         | لیگ هلند          | ۱۹   | ۳   | ۱    | ۰   | –       | –       | –    | –    | –    | –    | ۲۰    | ۳     |
| مجموع آمار        | مجموع آمار        | مجموع آمار        | ۳۳۶  | ۷۵  | ۳۹   | ۴   | ۵       | ۲       | ۳۹   | ۹    | ۴    | ۱    | ۴۲۳   | ۹۱    |

## آمار ملی

### بازی‌های ملی
تا تاریخ ۲۵ مارس ۲۰۲۵
| ایران | ایران | ایران | ایران  |
| سال   | بازی‌  | گل    | پاس گل |
| ----- | ----- | ----- | ------ |
| ۲۰۱۳  | ۳     | ۱     | ۰      |
| ۲۰۱۴  | ۸     | ۰     | ۰      |
| ۲۰۱۵  | ۶     | ۰     | ۰      |
| ۲۰۱۶  | ۹     | ۲     | ۳      |
| ۲۰۱۷  | ۸     | ۱     | ۰      |
| ۲۰۱۸  | ۹     | ۱     | ۱      |
| ۲۰۱۹  | ۷     | ۲     | ۱      |
| ۲۰۲۱  | ۸     | ۴     | ۰      |
| ۲۰۲۲  | ۸     | ۲     | ۱      |
| ۲۰۲۳  | ۸     | ۲     | ۱      |
| ۲۰۲۴  | ۱۵    | ۲     | ۱      |
| ۲۰۲۵  | ۲     | ۰     | ۰      |
| مجموع | ۹۱    | ۱۷    | ۸      |

### گل‌های ملی
تا تاریخ ۷ فوریه ۲۰۲۴
| شماره | تاریخ          | میزبان | بازی ملی | حریف      | نتیجه | رقابت                        |
| ----- | -------------- | ------ | -------- | --------- | ----- | ---------------------------- |
| ۱     | ۱۵ نوامبر ۲۰۱۳ | بانکوک | ۲        | تایلند    | ۳–۰   | مقدماتی جام ملت‌های آسیا ۲۰۱۵ |
| ۲     | ۲۴ مارس ۲۰۱۶   | تهران  | ۱۸       | هند       | ۴–۰   | مقدماتی جام جهانی ۲۰۱۸       |
| ۳     | ۱ سپتامبر ۲۰۱۶ | تهران  | ۲۲       | قطر       | ۲–۰   | مقدماتی جام جهانی ۲۰۱۸       |
| ۴     | ۱۳ نوامبر ۲۰۱۷ | نیمیخن | ۳۴       | ونزوئلا   | ۱–۰   | دوستانه                      |
| ۵     | ۱۶ اکتبر ۲۰۱۸  | تهران  | ۴۳       | بولیوی    | ۲–۱   | دوستانه                      |
| ۶     | ۲۰ ژانویه ۲۰۱۹ | ابوظبی | ۴۵       | عمان      | ۲–۰   | جام ملت‌های آسیا ۲۰۱۹         |
| ۷     | ۶ ژوئن ۲۰۱۹    | تهران  | ۴۸       | سوریه     | ۵–۰   | دوستانه                      |
| ۸     | ۱۱ ژوئن ۲۰۲۱   | رفاع   | ۵۲       | کامبوج    | ۱۰–۰  | مقدماتی جام جهانی ۲۰۲۲       |
| ۹     | ۳ سپتامبر ۲۰۲۱ | تهران  | ۵۴       | سوریه     | ۱–۰   | مقدماتی جام جهانی ۲۰۲۲       |
| ۱۰    | ۷ سپتامبر ۲۰۲۱ | دوحه   | ۵۵       | عراق      | ۳–۰   | مقدماتی جام جهانی ۲۰۲۲       |
| ۱۱    | ۱۲ اکتبر ۲۰۲۱  | تهران  | ۵۷       | کرهٔ جنوبی | ۱–۱   | مقدماتی جام جهانی ۲۰۲۲       |
| ۱۲    | ۲۹ مارس ۲۰۲۲   | مشهد   | ۶۱       | لبنان     | ۲–۰   | مقدماتی جام جهانی ۲۰۲۲       |
| ۱۳    | ۱۲ ژوئن ۲۰۲۲   | دوحه   | ۶۲       | الجزایر   | ۱–۲   | دوستانه                      |
| ۱۴    | ۱۳ ژوئن ۲۰۲۳   | بیشکک  | ۶۸       | افغانستان | ۶–۱   | تورنمنت کافا ۲۰۲۳            |
| ۱۵    | ۱۷ اکتبر ۲۰۲۳  | امان   | ۷۳       | قطر       | ۴–۰   | دوستانه                      |
| ۱۶    | ۳ فوریه ۲۰۲۴   | الریان | ۸۱       | ژاپن      | ۲–۱   | جام ملت‌های آسیا ۲۰۲۳         |
| ۱۷    | ۷ فوریه ۲۰۲۴   | دوحه   | ۸۲       | قطر       | ۲–۳   | جام ملت‌های آسیا ۲۰۲۳         |

## افتخارات

### ملی
- قهرمانی مسابقات کافا ۲۰۲۳
- سومی در جام ملت های آسیا ۲۰۱۹ امارات
- سومی در جام ملت های آسیا ۲۰۲۳ قطر
- قهرمانی در مسابقات زیر  ۱۹ سال جنوب غرب آسیا

### باشگاهی

#### ان ئی سی
- ۱ قهرمانی و ۱ نائب قهرمانی لیگ دسته اول هلند

#### آلکمار
- نائب قهرمانی لیگ برتر هلند
- نائب قهرمانی جام حذفی هلند

#### داماش
- قهرمانی لیگ آزادگان و حضور در لیگ برتر و پدیده فوتبال ایران و و دومین گلزن برتر جوان تاریخ لیگ برتر با ۱۲ گل در دو فصل با ۱۸ الی ۱۹ سال سن

#### فاینورد
- نایب قهرمانی لیگ کنفرانس اروپا ۲۰۲۲–۲۰۲۱
- قهرمانی در لیگ برتر هلند فصل ۲۳–۲۰۲۲
- نایب قهرمانی سوپر کاپ هلند ۲۰۲۳
- قهرمانی در جام حذفی هلند فصل ۲۰۲۴–۲۰۲۳

### فردی
- آقای گل و دومین بازیکن برتر لیگ هلند فصل: ۱۸–۲۰۱۷[۳۳][۳۴] و دارنده زیباترین گل فصل لیگ برتر هلند ۲۰۲۱–۲۰۲۲ و جز گرانترین انتقال های تاریخ فوتبال هلند از لیگ برترهلند به لیگ برتر انگلیس از باشگاه AZ آلمکار به برایتون انگلستان با ۱۹ میلیون یورو و دستمزد و حقوق سالانه یک و نیم میلیون یورو
- پدیده لیگ برتر فوتبال ایران و دومین استعداد برتر لیگ برتر فوتبال هلند فصل: ۱۴–۲۰۱۳[۳۳][۳۵]
- برترین بازیکن نیم‌فصل نخست لیگ دسته یک فوتبال هلند: ۱۵–۲۰۱۴[۳۵]
- برترین بازیکن لیگ دسته یک فوتبال هلند: ۱۵–۲۰۱۴[۳۶]
- بازیکن ماه فوتبال آسیا در ژانویه ۲۰۱۶ و جز برترین لژیونر های فوتبال آسیا  اولین آسیایی آقای گل لیگ حرفه ای و معتبر اروپایی
- حضور در سه جام جهانی فوتبال ۲۰۱۴ ، ۲۰۱۸ ،۲۰۲۲ و کاپیتان تیم ملی فوتبال ایران
- بهترین بازیکن ماه برایتون ۲۰۱۹–۲۰۲۰ و زننده سریع ترین و  بهترین گل تاریخ برایتون در لیگ برتر انگلیس و دارنده زیباترین گل ماه و سومین گل برتر لیگ برتر انگلیس در سال ۲۰۱۹–۲۰۲۰